# Józef Błaszczyk (1929–2012)
Józef Błaszczyk (ur. 4 czerwca 1929 w Miksztalu, zm. 22 września 2012 w Żarach) – polski lekarz, pułkownik Wojska Polskiego, poseł na Sejm X kadencji.

## Życiorys
Syn Antoniego i Wiktorii. Ukończył w 1955 fakultet wojskowo-medyczny na Akademii Medycznej w Łodzi otrzymał II stopień specjalizacji z organizacji ochrony zdrowia wojsk. Zawodowo pracował jako lekarz w wojskowej służbie zdrowia w Żarach. Był asystentem Wojskowej Komisji Lekarskiej. 5 lutego 1965 w stopniu majora objął stanowisko komendanta 105 Wojskowego Szpitala Garnizonowego w Żarach, który 1 czerwca 1981 został przeformowany w 105 Szpital Wojskowy z Przychodnią w Żarach. 5 maja 1993 obowiązki komendanta szpitala przekazał pułkownikowi Stanisławowi Wróblewskiemu. W międzyczasie awansował na podpułkownika i pułkownika oraz uzyskał specjalizację drugiego stopnia w zakresie organizacji ochrony zdrowia wojsk. W okresie pełnienia tej funkcji placówka powiększyła się z 4 do 14 oddziałów. Praktykował jako internista.
Działał w Polskim Czerwonym Krzyżu, był prezesem oddziału rejonowego i wiceprezesem zarządu wojewódzkiego PCK. Zasiadał w radzie miejskiej w Żarach. W 1989 uzyskał mandat posła na Sejm kontraktowy. Został wybrany w okręgu żarskim z puli Polskiej Zjednoczonej Partii Robotniczej, na koniec kadencji należał do Klubu Posłów Wojskowych. Pracował w Komisji Obrony Narodowej i w Komisji Zdrowia.
Pochowany na cmentarzu miejskim w Żarach.

## Odznaczenia
W 1993, za wybitne zasługi w pracy zawodowej, za wprowadzenie i rozwinięcie nowoczesnej metody pobierania krwi, odznaczony przez prezydenta Lecha Wałęsę Krzyżem Komandorskim z Gwiazdą Orderu Odrodzenia Polski. Wcześniej otrzymał m.in. Krzyż Komandorski i Krzyż Oficerski (1982) tego orderu, a także Złoty Krzyż Zasługi (1968), Medal 30-lecia i 40-lecia Polski Ludowej, Złoty Medal Sił Zbrojnych, Złoty Medal „Za zasługi dla obronności kraju”, Kryształowe Serce PCK, a także liczne odznaki (m.in. tytułu honorowego „Zasłużony Lekarz PRL”, odznaki honorowe za zasługi w rozwoju województw zielonogórskiego, gorzowskiego, opolskiego i konińskiego). W 1987 wyróżniony tytułem honorowego obywatela miasta Żary.